# (2414) Vibeke
(2414) Vibeke es un asteroide perteneciente al cinturón de asteroides, descubierto el 18 de octubre de 1931 por Karl Wilhelm Reinmuth desde el Observatorio de Heidelberg-Königstuhl, Alemania.

## Designación y nombre
Designado provisionalmente como 1931 UG. Fue nombrado Vibeke en honor a la hija del astrónomo L. K. Kristensen.